# 恵庭公園

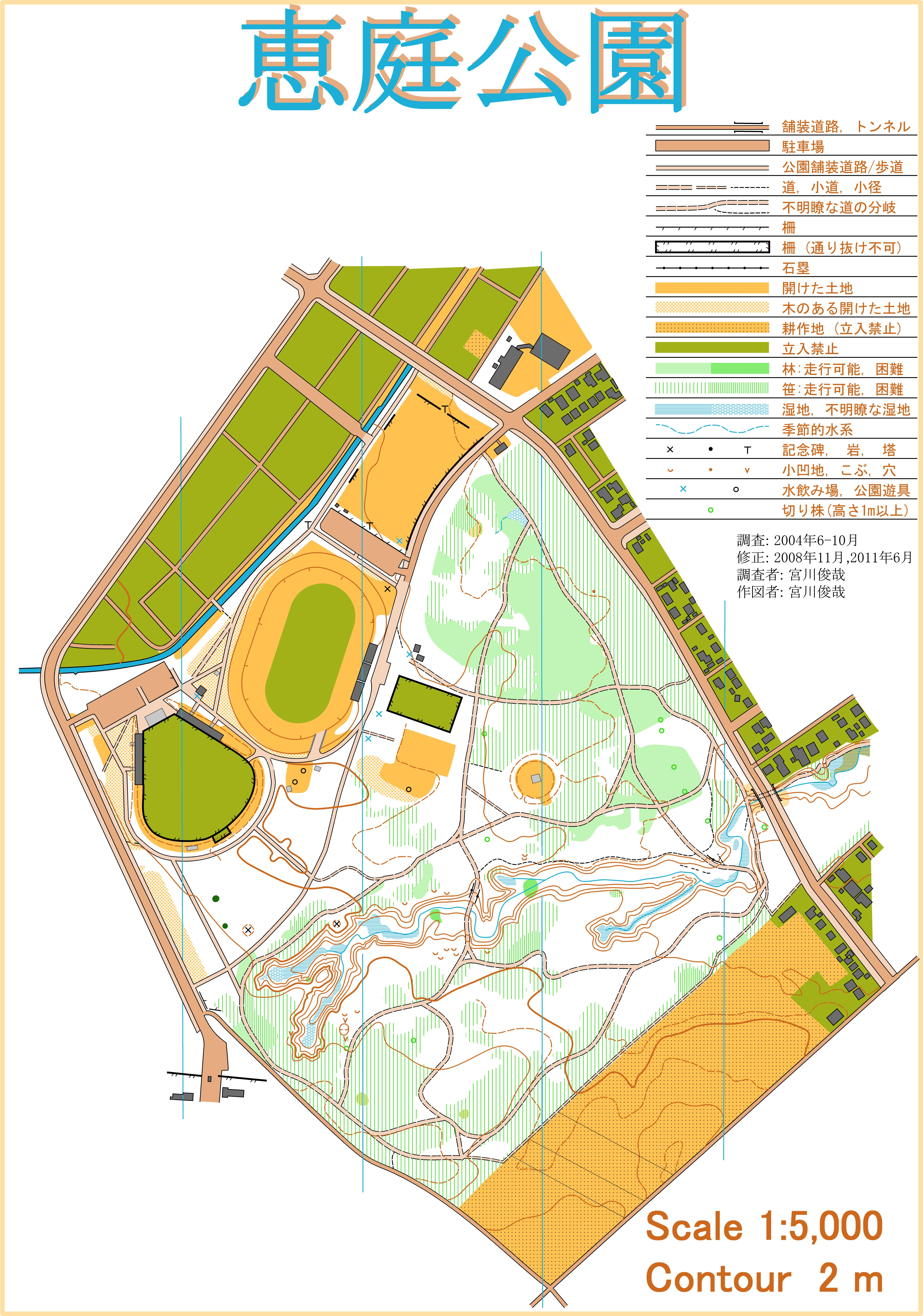
恵庭公園のオリエンテーリング用地図

恵庭公園（えにわこうえん）は、北海道恵庭市にある公園。

## 概要
陸上競技場や野球場などのスポーツ施設を整備しているが、公園面積の約半分は原生林になっている。園内の森林の奥にはユカンボシ川の源流があり、水が湧き出ている。園内の遊歩道沿いには樹齢350年を誇るミズナラの大木があるほか、クロツグミなどの野鳥を観察することができる。冬季降雪時は園内を圧雪整備し、1周1.5 km、3.5 kmの歩くスキー（クロスカントリースキー）コースを開設する。スケーティング滑走は禁止であり、陸上グラウンドをスケーティング練習用に整備している。

## 沿革
公園内のユカンボシ川の湧水に近い段丘には、擦文時代の竪穴建物のくぼみを確認することができ、縄文時代や続縄文時代、アイヌ文化の遺構も発見されており、総称して「恵庭公園遺跡」としている。
明治の恵庭公園一帯は開拓使が牧場（漁村牧場）を開設し、札幌の真駒内にあった真駒内種畜場（真駒内牧牛場）から乳牛などを放牧しに来ていた。1947年（昭和22年）に種畜場が新得町に移転し、1958年（昭和33年）に恵庭町（当時）が町立公園用地として道有地の払下げを受けた。1960年（昭和35年）、南恵庭駐屯地の部外工事として陸上競技場・野球場・テニスコート・バレーボールコートなどの整地を開始した。
年表
- 1960年（昭和35年）：陸上グラウンド、野球場開設[14]。
- 1979年（昭和54年）：球技場開設[14]。
- 1980年（昭和55年）：庭球場開設[14]。
- 1981年（昭和56年）：陸上グラウンドにスタンド設置[14]。

## 施設
陸上グラウンド
- 敷地面積：28,000 m²／トラック1周400 m[15]
- 芝生面積：7,750 m² (L=105.0 m/W=68.0 m)[16]
- スタンド：RC造384 m²[15]
- 砲丸サークル1基／走り高跳び助走路1ヵ所／走り幅跳び1ヵ所[15]
- 観覧席：538席[15]
- 本部席[15]

野球場
- 敷地面積：20,400 m²[17]
- 中堅：120 m／両翼：91 m[17]
- 観覧席（正面・内野）：1,928席[17]
- 本部席、ダッグアウト[17]
- 駐車場：140台

球技場
- 敷地面積：12,000 m²[18]
- クレイコート2面（夜間照明設備）[18]

庭球場
- 敷地面積：3,036 m²[19]
- クレイコート4面（ソフトテニス専用）[19]

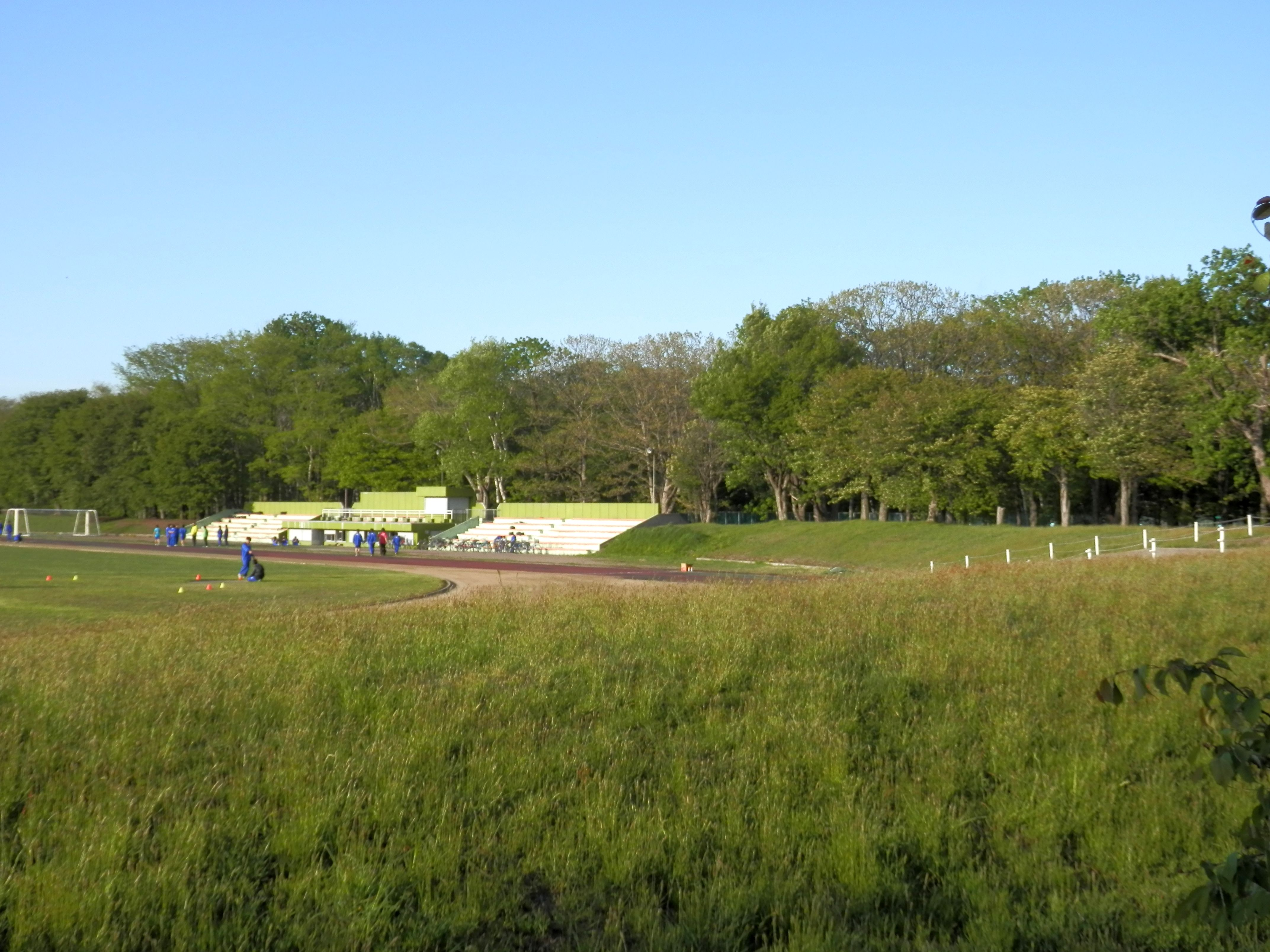
陸上グラウンド（2013年6月）
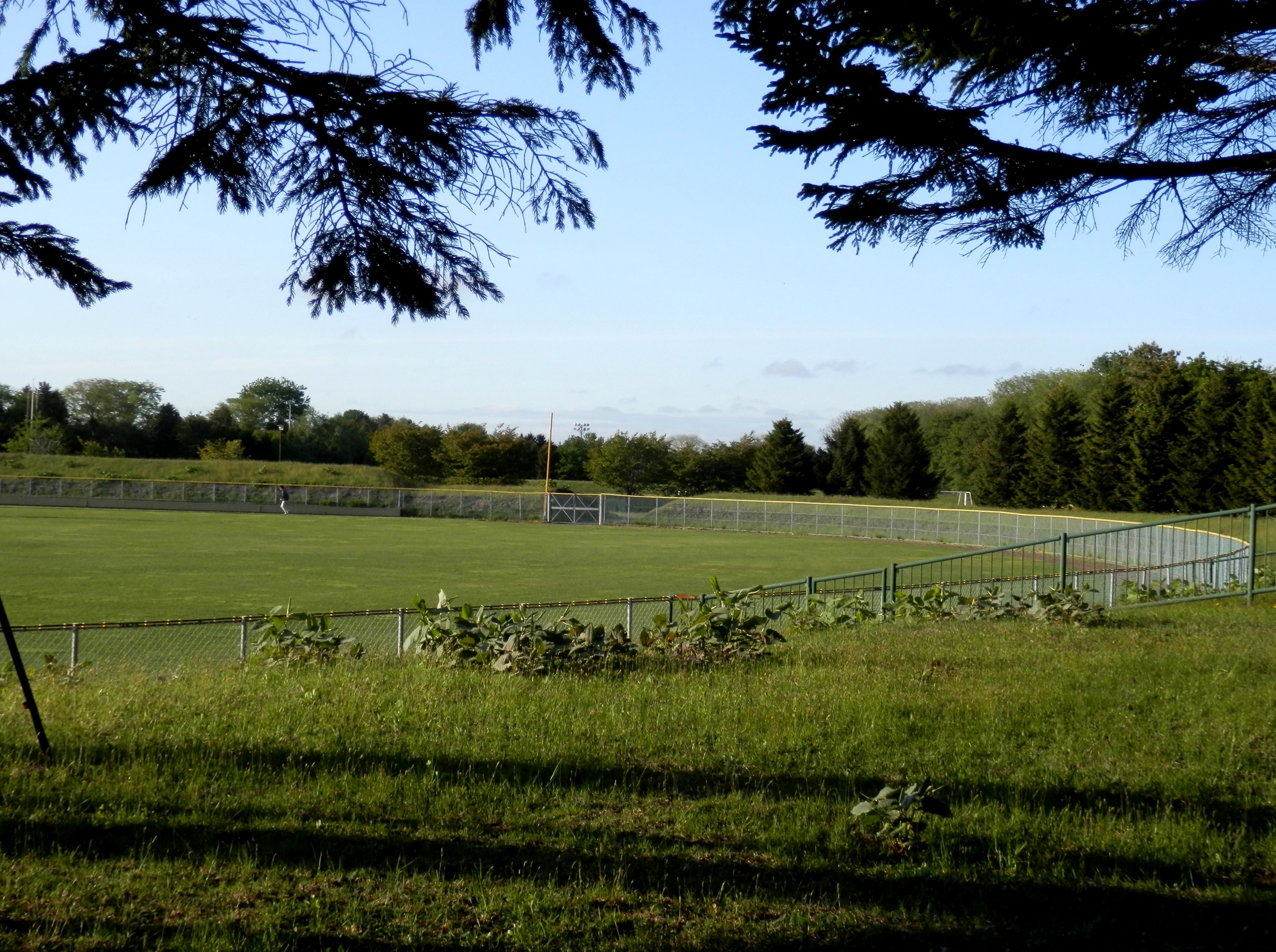
野球場（2013年6月）

## 参考資料
- 渡辺茂『恵庭市史』恵庭市、北海道恵庭市京町1（原著1979-4-7）。
- 恵庭昭和史研究会『百年100話 恵庭の風になった人々』恵庭昭和史研究会、北海道恵庭市京町1（原著1997-3-31）。
- 松谷純一『北海道恵庭市発掘調査報告書 恵庭公園遺跡』恵庭市教育委員会、北海道恵庭市新町10（原著2004-3-15）。